# La Marche de Radetzky (mini-série)
Pour les articles homonymes, voir La Marche de Radetzky.
La Marche de Radetzky (Radetzkymarsch) est une mini-série franco-allemande en trois parties de 85 minutes totalisant 255 minutes, réalisée par Gernot Roll et Axel Corti, diffusée à partir du 25 décembre 1994 en Autriche et du 4 décembre 1994 sur France 2.
Ce drame historique tiré du roman éponyme de Joseph Roth (1894-1939), dépeint à travers les désarrois du jeune lieutenant von Trotta, la désagrégation de l'Empire austro-hongrois dans la décennie précédant 1914. Cette description est ponctuée par les notes allègres et moqueuses du leitmotiv musical : la Marche de Radetzky, une marche militaire que Johann Strauss père composa en l'honneur du célèbre comte Radetzky.

## Synopsis
En 1859, lors de la bataille de Solférino, le lieutenant Franz Trotta sauve la vie du jeune empereur d'Autriche François-Joseph en le couvrant de son corps. L'empereur l'anoblit et le nomme capitaine. Cependant le baron von Trotta und Cipolje, irrité par la propagande orchestrée autour de son geste, refuse que son fils embrasse la carrière des armes : il sera haut fonctionnaire.
Une cinquantaine d'années plus tard, le préfet von Trotta est le père écrasant d'un adolescent timide, Karl-Josef, qu'il oriente avec décision vers l'arme noble de l'époque : la cavalerie. Il lui fait donner des cours d'équitation par Slama, un de ses feld-gendarmes. Celui-ci a une femme jeune et charmante qui, en l'absence du mari, conquiert le jeune cadet. À la fin de l’été, le sous-lieutenant Trotta doit quitter sa maîtresse et sa famille pour prendre son poste en garnison. Lorsqu'il revient chez lui quelques mois plus tard, il apprend que la femme qu'il aime est morte en couches, et le mari trompé lui rend ses lettres d’amour.
Déprimé et se jugeant coupable de la mort de la jeune femme, le jeune sous-lieutenant ne se sent pas à sa place dans son régiment de cavalerie. Il abhorre le carcan de la discipline (il a comme ordonnance un brave soldat Schweik venu des marches polonaises de l'Empire, qui parle à peine l'allemand et le suit partout comme un chien… ), ses camarades sont des rustres titrés qui ne pensent qu'à alterner beuveries et soirées au puff, il se rend compte qu'il ne sera jamais un homme de cheval. Von Trotta ne se fait qu'un ami : le médecin-major du régiment, le Dr Demant. Celui-ci, fils d'un savetier juif, militaire par obligation (c'est l'Armée impériale qui a payé ses études de médecine), a une femme trop jolie, et volage. Von Trotta se sent attiré vers elle et la raccompagne innocemment chez elle un soir, à la sortie du théâtre pour qu'elle ne rentre pas seule. Les langues vont bon train dans la petite ville de garnison. Alors qu'il songe à quitter l'armée, le docteur, lui aussi piètre militaire, est obligé par les convenances de provoquer en duel un officier qui, pris de boisson, l'a traîté de « cocu » et de « sale juif »… Les deux adversaires sont tués.
Ayant sur la conscience la mort de sa maîtresse et de son unique ami, le lieutenant von Trotta veut se punir, et demande sa mutation dans un régiment d'infanterie, sur la frontière Nord-Est de l'Empire, aux limites de la Pologne et de l'Ukraine. Budlaki, sa garnison est un trou perdu marécageux et insalubre, où les seules distractions sont le café, le jeu au cercle des officiers et les réceptions au château du comte Chojnicki. Chez ce richissime propriétaire terrien, un original féru d'alchimie, le lieutenant désœuvré et dépressif (il ne monte même plus son cheval) fera la connaissance d'une aventurière sans complexes de 20 ans son aînée, Valérie von Taussig dite "Wally". 
À cette ambiance dissolvante s'ajoute l'alcool, qui n'avait fait que des apparitions discrètes jusqu'ici. Le lieutenant, à qui son père recommandait de ne boire que du meilleur cognac français, devient dépendant à l'alcool local, le « 90° ».
Des troubles sociaux apparaissent en 1913 sur les marches de l'Empire. Le lieutenant von Trotta est désigné pour lutter, non contre des soldats ennemis, mais contre les grévistes d'une petite usine locale. Des ouvriers mourront sous les balles de ses soldats, et lui, frappé à la tête d'un coup de gourdin cloûté, tombera dans le coma. À peine remis, il sera pratiquement dans un état second quand « le Vieux » (l’empereur, alors âgé de 83 ans) viendra inspecter le régiment, et dira : « Ah oui, von Trotta, ce nom me rappelle quelque chose… »
La déchéance du lieutenant von Trotta s'accentue : il prête de grosses sommes (qu'il n'a pas) à son capitaine et signe des billets à effet — il entretient une liaison avilissante et coûteuse avec Valérie von Taussig, il s'absente sans permission pour la rencontrer à Vienne — elle finit par le quitter, et il boit de plus en plus. L'usurier Kapturak le poursuit, le capitaine est arrêté : c'était un escroc et un espion. Compromis, mal noté, le lieutenant va être sanctionné et déshonoré, mais le comte von Trotta paie les dettes de son fils et obtient non sans peine une audience de l'empereur afin de plaider sa cause. L'empereur paternaliste, rendu confus par l'âge, retrouve ses souvenirs de jeunesse et appose son paraphe sur le dossier von Trotta avec l'annotation : « à traiter favorablement ». Mais le lieutenant a décidé de quitter l'Armée et son père, vieux et malade du cœur, ne peut plus infléchir ses décisions. Karl-Josef von Trotta démissionne le lendemain de l'Attentat de Sarajevo.
Août 1914 : le père et le fils rendu à la vie civile sont dans la rue à Vienne ; la capitale vit ses dernières heures de légèreté, de liberté cosmopolite. Le fils du chef de la fanfare militaire (à qui autrefois le Comte octroyait le dimanche un cigare et une tasse de café, pour le féliciter de sa belle exécution de la Radetzkymarsch) leur présente ses respects ; il est lieutenant d'infanterie, lui aussi, comme le jeune von Trotta, et ne se prive pas de dire ce que tout le monde pense : « la guerre va apporter un changement salutaire et la liberté pour les minorités ». Le comte von Trotta sent son monde vaciller et se déliter.
L'ordre de mobilisation est affiché. L'ex-lieutenant von Trotta reçoit en main propre sa convocation. Il retrouve son ancien régiment. Aura-t-il la force de se racheter à ses propres yeux ?

## Fiche technique
- Titre original : Radetzkymarsch
- Titre français : La Marche de Radetzky
- Réalisation : Axel Corti et Gernot Roll
- Scénario : Georges Conchon, Axel Corti, Louis Gardel et Erik Orsenna d'après le roman éponyme de Joseph Roth adapté en français par Jean Lagache
- Musique : Zbigniew Preisner
- Décors : Jiri Matolin, Karel Vacek
- Costumes : Uli Fessler
- Photographie : Gernot Roll
- Son : Max Rammler-Rogall, Ian Voigt (en)
- Mixage : Jean-Paul Loublier
- Montage : Susanne Hartmann, Ulrike Pahl, Annick Rousset-Rouard
- Production : Christine Gouze-Rénal, Dennis Lanning et Michael Wolkenstein (de) producteur exécutif
- Sociétés de production : 
  - production générale de films (Progefi) - France 2/Paris
  - Taurusfilm - B.R. Munich
  - Satel Film (Satel Fernseh und Filmproduktions) - Österreichischer Rundfunk (O.R.F.) Vienne
  - Centre national de la cinématographie
  - Almaro Film une TV Produktions und Vertrieb Gmbh
- Pays de production :  Autriche,  Allemagne et  France
- Langue originale : allemand
- Format : couleur - 1.33:1 - stéreo
- Genre : drame, histoire
- Durée : 85 minutes pour chacun des trois épisodes ou en une seule projection de 4 h 15.
- Dates de sortie :
  - Allemagne : 25 décembre 1994
  - Autriche : 25 décembre 1994
  - France : 5 décembre 1995

## Distribution
- Max von Sydow : le comte Franz von Trotta
- Tilman Günther (de) : le lieutenant Karl-Josef von Trotta
- Claude Rich : Max Demant, le médecin militaire
- Elena Sofia Ricci : Catherine Slama, la femme du gendarme
- Charlotte Rampling : Valérie von Taussig, la deuxième maîtresse du lieutenant
- Jean-Louis Richard : Kapturak, l'usurier
- Julia Stemberger: Eva Demant
- Gert Voss : le comte Chojnacki
- Friedrich W. Bauschulte (de) : l'empereur François-Joseph
- Jean Lagache : le récitant

## Autour du film
On notera quelques scènes marquantes :
- la première scène d'amour charnel, avec la femme du gendarme ;
- la scène de la rencontre du lieutenant avec le gendarme, veuf résigné ;
- l'errance et la veillée avant le duel, et la façon dont von Trotta, pris par le service, apprend que son ami est mort ;
- la description de Budlaki, une garnison à côté d'un shtetl  dans les marais ;
- la description de la répression des grévistes ; en particulier la scène avant l'affrontement : von Trotta, affolé par le manque d'alcool, pénètre dans l'assommoir pour acheter à boire ;
- la scène surréaliste de l'audience que le père de von Trotta obtient auprès de l'empereur (alors âgé de 84 ans), et le mimétisme du haut fonctionnaire par rapport à son empereur ;
- au palais Chojnacki, la scène de l'annonce de l'assassinat de François-Ferdinand à Sarajevo : les Autrichiens, à peine surpris, se concertent pendant que les Hongrois jubilent : « Que nous importe la mort de ce porc ? ». Et la danse reprend : après quelques mesures de la Marche funèbre de Chopin, l'orchestre dérive sur une csárdás endiablée, et les dames en robes « de chez Poiret » se lancent sur les pointes ;
- la scène de l'annonce de la mobilisation générale à Vienne : dans la rue, des Juifs en vêtement traditionnel lisent la proclamation, catastrophés, pendant qu'une bande de jeunes soldats venus d'une province musulmane, fez rouge sur la tête, passe rapidement et gaiement.

### Autres renseignements
- Axel Corti, malade, mourut à la fin du tournage.
- Le roman paru en feuilleton dans la Frankfurter Allgemeine Zeitung à partir du 17 avril 1932 et fut publié par Gustav Kiepenheuer Verlag (de)
- Le DVD regoupe les trois épisodes en deux parties ce qui en supprimant les génériques et les rappels au début des épisodes 2 et 3 ramène la durée du visionnage à 3 h 38. La 2e partie semble inaccessible sur un téléviseur mais peut être lue sur un ordinateur (cela est-il vérifiable sur tous les appareils ?). Dans le bonus du DVD, madame Christine Gouze-Rénal interviewée par Paul Amar pendant 2 minutes 35, nous donne des informations dont la date de sortie du film en France, la mort d'Axel Corti dix jours avant la fin de la réalisation mais qu'heureusement le montage était pratiquement terminé et la projection de ce film devant Monsieur François Mitterrand, adaptation qu'il a beaucoup appréciée.